# Przytuły (województwo podlaskie)
Przytuły – wieś w Polsce położona w województwie podlaskim, w powiecie łomżyńskim, w gminie Przytuły. Miejscowość jest siedzibą gminy Przytuły.
| SIMC    | Nazwa   | Rodzaj    |
| ------- | ------- | --------- |
| 0404246 | Parcele | część wsi |

Wierni kościoła rzymskokatolickiego należą do parafii Krzyża Świętego w Przytułach.

## Historia
Wieś królewska położona była w drugiej połowie XVI wieku w powiecie radziłowskim ziemi wiskiej województwa mazowieckiego.
Początki wsi Przytuły sięgają pierwszej ćwierci czternastego wieku. W 1422 roku książę Janusz I nadał Kiełczowi herbu Kościesza wójtostwo we wsi książęcej, która od jego imienia przyjęła nazwę Kiełczewo i tak była początkowo nazywana. W 1436 r. książę Władysław wystawił akt fundacji kościoła w Przytułach, swojej książęcej wsi. W 1506 roku w Przytułach odbył się sejmik ziemi wiskiej, gdzie została zawarta ugoda między bartnikami i szlachtą wiską, zezwalająca szlachcie na wykup barci w swoich dobrach pod określonymi warunkami. Rzeka Przytulanka, która przepływa przez Przytuły, aż do 1481 roku nazywana była Kubrą
Parafia w Przytułach jest jedną z najstarszych w powiecie łomżyńskim erygowana została w pierwszej połowie XV wieku. Pierwszy drewniany kościół spłonął w 1656 roku, drugi rozebrano w 1770 roku, a trzeci przetrwał aż do 1941 roku, kiedy to został zniszczony podczas działań wojennych. Obecny kościół pw. Świętego Krzyża budowano w latach 1950 - 1960. 
Elementem atrakcyjności turystycznej gminy są lasy. Stanowią one głównie bazę rekreacji związaną z grzybobraniem oraz zbiorami runa leśnego. Trudnością w turystycznym wykorzystaniu lasów jest ich prywatna struktura własności. Potencjał turystyczny stanowią występujące w gminie zabytki oraz stanowiska archeologiczne. 
W latach 1921–1939 wieś i osada młyńska leżała w województwie białostockim, w powiecie kolneńskim (od 1932 w powiecie łomżyńskim), w gminie Przytuły.
Według Powszechnego Spisu Ludności z 1921 roku wieś i osadę młyńską zamieszkiwały 262 osoby, 225 było wyznania rzymskokatolickiego, a 37 mojżeszowego. Jednocześnie 260 mieszkańców zadeklarowało polską przynależność narodową, 2 żydowską. Było tu 38 budynków mieszkalnych. Miejscowość należała do miejscowej parafii rzymskokatolickiej w m. Przytuły. Podlegała pod Sąd Grodzki w Stawiskach i Okręgowy w Łomży.
W latach 1975–1998 miejscowość należała administracyjnie do województwa łomżyńskiego.
W miejscowości znajduje się kościół, który jest siedzibą parafii Krzyża Świętego. W strukturze kościoła rzymskokatolickiego parafia należy do metropolii białostockiej, diecezji łomżyńskiej, dekanatu Jedwabne.